# 컨페더레이션 다리

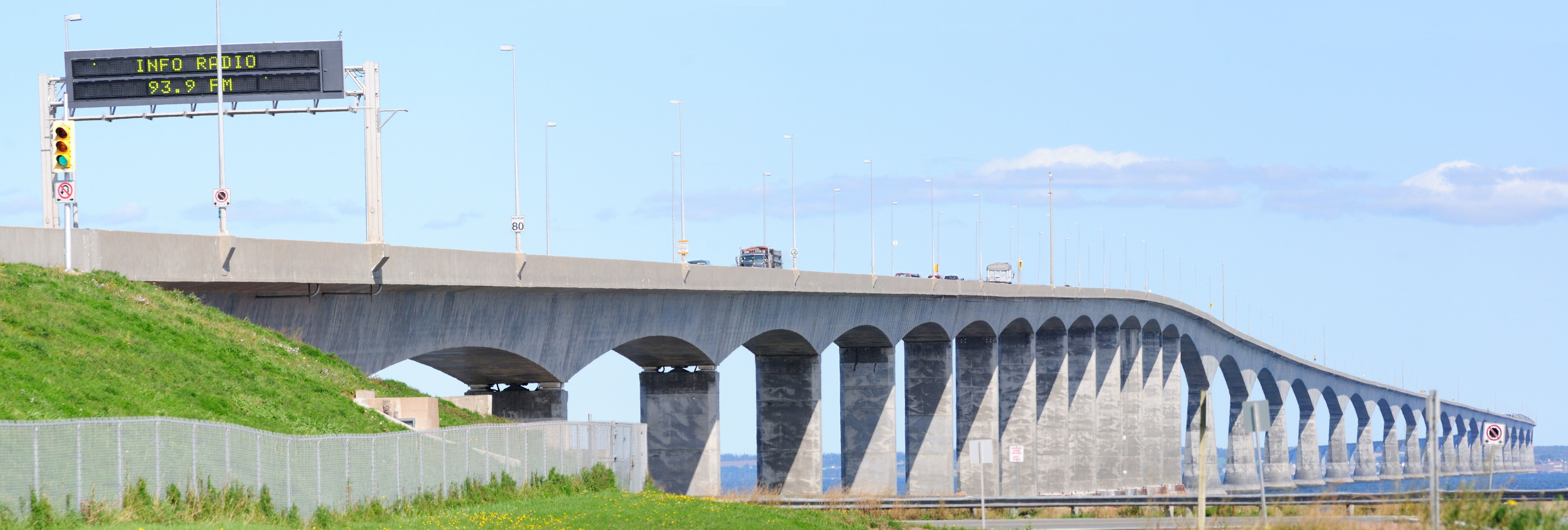
뉴브런즈윅방향에서 본 컨페더레이션 다리

컨페더레이션 다리(영어: Confederation Bridge, 프랑스어: Pont de la Confédération)는 캐나다의 노텀벌랜드 해협을 가로지르며 프린스에드워드 섬과 뉴브런즈윅을 이어주는 다리이다. 공식적으로 이름이 붙여지기 전까지는 "Fixed Link"라고 불렸다. 1993년 가을에 착공해 1997년에 완공했으며, 13억 달러가 들었다. 다리의 총연장은 12.9킬로미터이며, 정확한 개통일은 1997년 5월 31일이다.